# Schizophthirus sicistae
Schizophthirus sicistae är en insektsart som beskrevs av Blagoveshtchensky 1965. Schizophthirus sicistae ingår i släktet Schizophthirus och familjen gnagarlöss. Inga underarter finns listade i Catalogue of Life.